# مسیر هایاشی

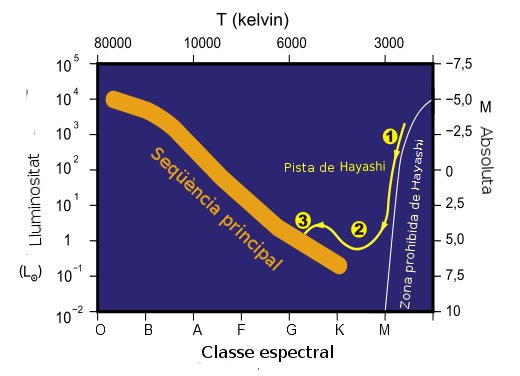
نمودار هرتسپرونگ-راسل

مسیر هایاشی (به انگلیسی: Hayashi track) مسیری فرضی در نمودار هرتسپرونگ-راسل است که پیش‌ستاره‌ها آن را می‌گذرانند تا به تعادل هیدرواستاتیکی برسند. در طول این مسیر درخشش پیش‌ستاره کاهش یافته و دمایش ثابت می‌ماند. نام این مسیر از نام چیهیرو هیاشی، اخترفیزیکدان اهل ژاپن برگرفته شده‌است.